# Manolescu, der Fürst der Diebe
Manolescu, regele escrocilor (titlul original: în germană Manolescu, der Fürst der Diebe) este un film de comedie polițistă german din 1933, regizat de Georg C. Klaren și Willi Wolff, protagoniști fiind actorii Iván Petrovici, Alfred Abel, Ellen Richter și Mady Christians. A fost filmat la Studiourile Johannisthal din Berlin și în St. Moritz. Decorurile filmului au fost proiectate de directorul artistic Hans Jacoby. A fost produs și lansat exact în momentul în care Republica de la Weimar a lăsat locul Germaniei naziste.

## Rezumat
Un bărbat elegant din oraș duce o viață secretă ca hoț de bijuterii. O companie de asigurări angajează o anchetatoare pentru a încerca să-l găsească pe bărbatul din spatele jafurilor care au dus la plăți mari, dar în Paris el înțelege rapid planul ei. În cele din urmă este prins și condamnat la închisoare în Germania, dar reușește să scape.

## Distribuție
- Iván Petrovici - George Manolescu
- Alfred Abel - Jan Hendriks, director general Introp Versicherung
- Ellen Richter - Olivia, seine Frau
- Mady Christians - contesa Maria Freyenberg
- Hilde Hildebrand - Marion Lamond
- Fritz Kampers - Max Krause, ehemaliger Rennfahrer
- Hubert von Meyerinck - Der Kellner în Hotel Ritz
- Olly Gebauer - Die Dame im Wartesaal
- Kurt Lilien - Der Nachtportier